# Nawel Chiali
Nawel Chiali, née le 28 juin 1991, est une rameuse d'aviron algérienne.

## Carrière
Nawel Chiali est médaillée d'or en deux de couple et en deux de couple poids légers aux Championnats d'Afrique d'aviron 2012. Elle remporte la médaille d'or en deux de couple et en deux de couple poids légers aux Championnats d'Afrique d'aviron 2013 ainsi qu'aux Championnats d'Afrique d'aviron 2014.
Aux Jeux méditerranéens de plage de 2015 à Pescara, elle remporte la médaille de bronze en skiff et la médaille d'argent en deux de couple.
Aux Championnats d'Afrique d'aviron 2015, elle est médaillée d'or en deux de couple et en deux de couple poids légers.
Elle est médaillée d'or en deux de couple aux Championnats d'Afrique d'aviron 2017.
Aux Jeux africains de 2019, elle remporte la médaille d'or en skiff 1 000 mètres et en skiff 500 mètres.
Elle remporte aux Championnats d'Afrique d'aviron 2019 la médaille d'or en deux de couple poids légers et la médaille de bronze en deux de couple.

## Famille
Elle est la sœur du rameur Nabil Chiali.